# Ricardo López Santamaria
Ricardo López Santamaría, né le 31 août 1920 à Saragosse (Province de Saragosse) en Espagne et mort le 9 mai 2013 à Prayssac dans le Lot en France, est un sculpteur et artiste peintre espagnol.

## Biographie

### Jeunesse
Ricardo Santamaría interrompt ses études élémentaires à la mort de son père lorsqu'il a 11 ans, afin de travailler et d'assurer les ressources financières de sa mère et de ses trois frères cadets.
En 1936, lorsqu'éclate la Guerre d'Espagne, alors âgé de 16 ans, il est incorporé dans un bataillon de l'armée nationale à Aljafería (province de Saragosse), avant d'être envoyé au front à Teruel.
A la fin du conflit armé, il se rend à Barcelone où il exerce comme doreur et restaurateur de meubles. Ce séjour est l'occasion pour Ricardo Santamaria de s'investir dans la vie culturelle en visitant des musées et des expositions. Ces différentes activités culturelles contribueront à lui apporter un bagage culturel et artistique.

### Débuts
En 1944, de retour dans sa ville natale, Ricardo Santamaría entreprend des études à l'École des Arts et des Métiers Artistiques ; parallèlement, il s'investit dans sa propre entreprise de fabrication de meubles et de décoration.
À partir de 1945, il assiste régulièrement aux évènements artistiques qui se tiennent à Saragosse, et participe à des salons d'artistes aragonais où il rencontre l'artiste Santiago Lagunas (es) (1912-1995), fondateur du Groupe Pórtico, pionnier de la peinture abstraite et informelle en Espagne.
Sa carrière d'artiste débute en 1947. Ricardo Santamaría se spécialise dans la technique de l'aquarelle, créant des séries spécifiques, telles que Paisajes (Paysages), Lluvias (Pluies) et Bodegones (Natures mortes). En janvier 1947, il expose ses aquarelles pour la première fois à la salle Macoy de Saragosse. Par la suite, il utilisera la peinture à l'huile tout en travaillant un nouveau style pictural, se rapprochant de l'impressionnisme. En 1952, il recherche de nouveaux moyens d'expression, ainsi sa série intitulée Nocturnos (Nocturnes), se rapproche du néo cubisme.

### Nouveaux moyens d'expression
En 1956, Ricardo Santamaría rompt totalement avec la figuration traditionnelle, mais sans renoncer pour autant à la peinture à l'huile. Il utilise de nouveaux matériaux tels que le sable, la sciure, la poudre de pierre ponce, le carton pétrifié ou encore l'isorel. À partir de 1958, il commence à créer ses premières sculpto-peintures, mélange des deux techniques artistiques.
En 1959, il commence une série majeure intitulée Journal intime en utilisant de la peinture acrylique et en ayant comme support le papier du journal local Heraldo de Aragón ainsi que des toiles de draps. Cette même année, il rencontre l'artiste Juan José Vera (1926-2019) ; l'idée germe alors de donner un nouvel élan au Groupe Pórtico.
En 1962, il réalise conjointement avec Juan José Vera l'exposition Dos pintores actuales zaragozans (Deux peintres actuels de Saragosse), dans la salle du Palais Provincial de Saragosse. Cet évènement marque le début de l'existence du groupe qui s'intitulera plus tard Grupo Zaragoza. D'autres artistes espagnols rejoindront ce groupe, tels que Daniel Sahún ou encore Julia Dorado. Outre l'exposition de leurs œuvres artistiques, le collectif propose l'intervention de poètes, ou encore la projection de courts-métrages réalisés par des cinéastes aragonais en rapport avec l'Avant-garde (art), en cela le collectif reprend la ligne éthique définie par le Groupe Pórtico, mais également par Jean Cassou, écrivain, poète, résistant et critique d'art français (1897-1986). Cette ligne esthétique et éthique s'engage dans une nouvelle voie rénovatrice de l'art qui, alliant l'expressif et le constructif, permet le développement simultané du rationnel et de l'éthique, en tant que dimensions essentielles et indissociables de l'être humain. Son aspiration réside également dans la création et le développement d'un art typiquement aragonais.
En 1962, le prix Pablo Gargallo de sculpture lui est attribué.

### Grupo Zaragoza
Toujours en 1962, Ricardo Santamaría s'initie aux collages picturaux avec incorporation de photographies et d'objets. Un an plus tard, a lieu la première exposition du collectif sous la dénomination Grupo de pintures de Zaragoza dans la salle Calibo de Saragosse. Dès lors, le collectif s'engage dans une voie esthétique différente en proposant l'intégration de l'objet dans l'œuvre artistique, se trouvant ainsi en adéquation avec le contexte artistique international dans lequel l'objet acquiert une place importante, comme le nouveau réalisme français et le pop art américain.
En 1965, à Riglos et Huesca (province de Huesca), le collectif propose des rencontres nommées Encuentros de Riglos dont le but est d'échanger et de débattre autour de la problématique des activités artistiques et leur communication avec le public. Le public y est hétérogène, où figurent autant des représentants des arts et des lettres que des représentants du milieu rural et montagnard. 
Durant cette période, Ricardo Santamaría s'initie à la sculpture sur bois ; critiquant la société de consommation, il utilise des chutes de bois, des vieilles chaises ou encore des fragments de vieux meubles, leur offrant une nouvelle vie. Il s'inspire du sculpteur Julio González (1876-1942).
La critique d'art, soutenue par le pouvoir politique en place, devient plus intransigeante à l'égard des expositions du collectif. Ainsi, le soutien à la fois financier et moral du pouvoir politique se raréfie. Aussi, face aux nombreuses discriminations et menaces dont il est victime, Ricardo Santamaria prend la décision de quitter l'Espagne afin de s'installer à Paris.

### Période française

#### Paris
Arrivé à Paris, Ricardo Santamaría ouvre un atelier rue de Bièvre, et y accueille du public afin de démystifier le processus créatif, mais aussi affirmer sa conception de l'art, selon laquelle l'art ne doit pas être considéré comme un produit de consommation répondant au marché élitiste mais comme un libre choix d'expression. Dans cet atelier, il se consacre presque exclusivement à la sculpture. 
Durant cette période, Ricardo Santamaría rentre en contact avec de nombreux artistes. Il expose ses œuvres, composées essentiellement d'assemblages et de structures en bois, à la Galerie expérimentale l'Haut pavé ; cette exposition suscite l'intérêt de la Galerie de France, où il expose en 1971. cette expérience conforte sa conviction personnelle de refuser d'accéder à la renommée et à la gloire, s'opposant aux intérêts économiques autour des artistes, demeurant ainsi fidèle à ses principes d'autonomie et de liberté.
En 1972, il rencontre sa future épouse, Marguerite Staels, qui l'épousera en 1978.

#### Gommecourt
En 1975, Ricardo Santamaría déménage à Gommecourt (Yvelines) et poursuit ses nouvelles expérimentations en utilisant, notamment, du ciment sur du polystyrène. Durant cette période, il abandonne la peinture au profit de la sculpture. 

#### Prayssac
En 1981, accompagné de son épouse, Ricardo Santamaría quitte la région parisienne pour Prayssac. Il y créé un Centre de Création Contemporaine ayant pour vocation une approche pédagogique de la créativité autour, notamment, de la thématique de l'arabesque.

Déréliction (130*97).

En 1989, à la suite d'ennuis de santé, il délaisse la sculpture et entreprend une nouvelle phase picturale en réalisant des tableaux de grands formats (série Plis et replis).
Au printemps 1994, il expose au Grenier du chapitre de Cahors sous le titre L'art sans frontières, mettant en exergue une sélection de ses œuvres réalisées à Prayssac, mais aussi celles réalisées à Riglos (province de Huseca), où il possède une résidence secondaire ; cette exposition salue ainsi la disparition des barrières entre les deux pays.
En 1995, Ricardo Santamaría fonde l'association Elvira (La Vie reCréée par l'Art). Outre l'idée d'éveiller des générations à l'art, cette association joue un rôle de mécénat, en soutenant les artistes, notamment ceux qui débutent, sont peu connus ou rencontrent des difficultés, afin de diffuser leurs œuvres par les canaux traditionnels.
L'association réside dans un vieil édifice à Prayssac. Ricardo Santamaría y expose de façon permanente au deuxième étage, tandis que le rez-de-chaussée accueille des expositions temporaires de jeunes artistes.

### Dernières années

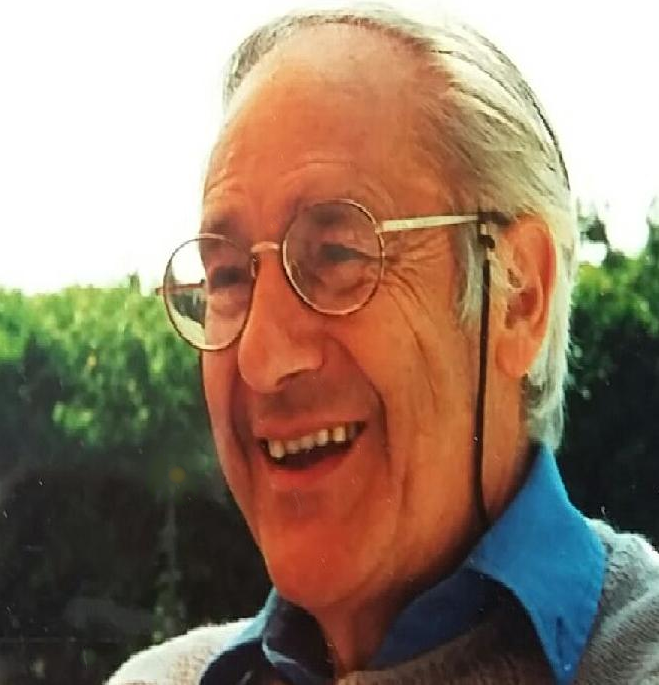
Ricardo Lopez Santamaría.

En 2001, alors âgé de 81 ans, Ricardo Santamaría initie une nouvelle rupture picturale en réalisant de grandes compositions, qui évoquent de vastes espaces. En 2003, en raison de son âge, il abandonne la sculpture, mais poursuit la peinture.
En 2004, la Diputación Provincial de Saragosse lui consacre une rétrospective, inaugurée le 22 décembre, au Palais de Sástago ; cette exposition s'intitule Ricardo Santamaría. La expresión de la libertad (1947-2004).
Après le décès de son épouse, Ricardo Sanramaría vit ses dernières années eu logement-foyer Les Floralies, à Prayssac.